# Stenopetalum pedicellare
Stenopetalum pedicellare là một loài thực vật có hoa trong họ Cải. Loài này được F. Mull. miêu tả khoa học đầu tiên năm 1863.